# Fregaty rakietowe projektu 11540
Fregaty rakietowe projektu 11540 – rosyjskie fregaty rakietowe przeznaczone do zwalczania okrętów podwodnych, z końcowego okresu zimnej wojny i czasów współczesnych. Noszą oznaczenie kodowe typu Jastrieb, a w kodzie NATO: Neustrashimy. Budowane były dla marynarki ZSRR; ukończono tylko dwa okręty, które weszły do służby w odstępie dziewiętnastu lat, w 1990 i 2009 roku.

## Historia
Prace nad nowym okrętem dla Marynarki Wojennej ZSRR, przeznaczonym do zwalczania okrętów podwodnych, który miał pierwotnie zastąpić korwety projektu 1124, rozpoczęły się w 1972 roku w Zielenodolskim Biurze Projektowo-Konstrukcyjnym. Zgodnie ze wstępnymi założeniami okręty miały mieć wyporność 800 t i osiągać prędkość 35 węzłów. W 1975 roku wraz z poszerzeniem zakresu zadań zwiększono wyporność projektowanych jednostek do 1500 t i sklasyfikowano je jako przeciwpodwodne okręty eskortowe. W 1979 roku projektowane okręty, wyposażone w śmigłowiec pokładowy, osiągnęły wyporność 2500 t. W końcu, zgodnie z nowymi wymaganiami techniczno-taktycznymi marynarki z 1982 roku, nowe okręty miały być następcami dozorowców projektu 1135, odpowiadając współczesnym fregatom rakietowym państw zachodnich. Powstał wówczas projekt okrętów o wyporności 3500–4000 ton, z położeniem większego nacisku na obronę przeciwlotniczą i zwalczanie okrętów nawodnych. Okrętom nadano oznaczenie projektu 11540 i nazwę kodową Jastrieb (jastrząb), a ich głównym zastosowaniem miało być eskortowanie grup uderzeniowych i konwojów. Są one uważane za pierwszą próbę stworzenia w ZSRR uniwersalnej platformy okrętowej ze zintegrowanym systemem walki i ograniczeniem skutecznej powierzchni odbicia radiolokacyjnego. Spotykane jest też w literaturze oznaczenie ich jako projekt 1154.0. Klasyfikowane były w ZSRR i Rosji jako dozorowce (storożewyj korabl, w skrócie SKR).
Budowę pierwszej jednostki „Nieustraszymyj” rozpoczęto 25 marca 1987 roku w stoczni Jantar w Królewcu. Wodowanie okrętu miało miejsce 25 maja 1988 roku, a oddanie do służby 28 grudnia 1990 roku. Budowę dwóch kolejnych jednostek wstrzymano jednak w 1992 roku z powodu problemów finansowych marynarki rosyjskiej. Stępkę pod budowę drugiej jednostki, noszącej początkowo do 1995 roku nazwę „Niepristupnyj”, położono 27 maja 1988 roku, a wodowano ją w 1990 roku. Po przemianowaniu jej na „Jarosław Mudryj”, budowę podjęto według nieco zmienionego projektu w 2002 roku, lecz postępowała ona wolno i oddanie jej do służby nastąpiło dopiero 24 lipca 2009 roku. Budowę trzeciej fregaty „Tuman” wstrzymano przy stopniu gotowości 47%, po czym wodowano ją w 2007 roku dla zwolnienia pochylni.

## Opis
Kadłub okrętów ma pokład górny ciągnący się od dziobu aż do lądowiska śmigłowca na rufie. Pokład ma charakterystyczny wznios od śródokręcia w kierunku dziobu, z płynnym załamaniem do płaskiego pokładu w samej części dziobowej. Dziobnica jest prosta, silnie wychylona, z gruszką dziobową mieszczącą antenę sonaru. Kadłub dzieli się poprzecznymi grodziami na 13 głównych przedziałów wodoszczelnych i na całej długości ma dno podwójne. Kadłub i nadbudówka wykonane są ze stali.
Układ napędowy jednostek projektu 1154 jest rozwiniętą wersją siłowni zastosowanej na okrętach typu 1135.
W konstrukcji fregat zastosowano rozwiązania konstrukcyjne nadające okrętom właściwości stealth. W nadbudówkach płyty poszczególnych pokładów pochylone są względem siebie powodując rozproszenie fal elektromagnetycznych i jak najmniejsze ich odbicie w kierunku źródła tych fal.

### Uzbrojenie
Do zwalczania celów nawodnych przewidziano 16 wyrzutni nowych pocisków przeciwokrętowych 3M24 Uran, w czterech blokach po cztery wyrzutnie rurowe, umieszczonych na śródokręciu, strzelających na burty. Pociski te stanowiły pierwsze radzieckie przeciwokrętowe pociski morskie zunifikowane z pociskami lotniczymi, o stosunkowo niewielkich gabarytach, podobnych do pocisków zachodnich, dzięki czemu mogły stanowić uzupełniające uzbrojenie fregat oraz być przenoszone w większej liczbie. Jednakże z powodu niegotowości systemu na czas, „Nieustraszymyj” wszedł do służby bez przewidywanych wyrzutni pocisków Uran. Nie zostały one na nim uzupełnione w kolejnych latach, natomiast „Jarosław Mudryj” przenosi osiem wyrzutni w dwóch blokach.
Uzbrojenie artyleryjskie stanowi automatyczne działo uniwersalne kalibru 100 mm AK-100 w wieży na dziobie, z zapasem amunicji 350 nabojów. Do kierowania jego ogniem służy radar artyleryjski MR-145 Lew, umieszczony na dachu pomostu dowodzenia.
Zasadniczym środkiem obrony przeciwlotniczej są cztery pionowe bębnowe ośmiokomorowe wyrzutnie pocisków przeciwlotniczych bliskiego zasięgu 3K95 Kindżał, umieszczone na pokładzie dziobowym za wieżą armaty. Łącznie zapas amunicji wynosi 32 pociski 9M330. Do ich kierowania ogniem służy radar 3R95 umieszczony na maszcie dziobowym. Uzbrojenie przeciwlotnicze uzupełniają dwa nowe zestawy obrony bezpośredniej 3R87 Kortik, umieszczone na dachu hangaru po obu burtach. Każdy zestaw składa się z dwóch sześciolufowych działek kalibru 30 mm i ośmiu wyrzutni pocisków przeciwlotniczych bliskiego zasięgu 9M311. Zapas amunicji wynosi 6000 nabojów i 64 pociski.
Broń podwodną stanowi sześć pojedynczych wyrzutni torpedowych kalibru 533 mm umieszczonych po trzy na każdą z burt w ścianach nadbudówki rufowej. Mogą one służyć do wystrzeliwania rakietotorped 83RN lub 84RN systemu Wodopad-NK albo torped przeciw okrętom podwodnym torpeda SET-65 lub klasycznych 53-65K. Uzupełnia je pojedyncza dwunastoprowadnicowa wyrzutnia rakietowych bomb głębinowych RBU-6000 umieszczona na piętrze z przodu nadbudówki dziobowej. Zapas wynosi 60 bomb RGB-60.
Okręty przenoszą jeden śmigłowiec pokładowy do zwalczania okrętów podwodnych Ka-27PŁ z lądowiskiem i hangarem w części rufowej.